# Zinatra (album)
Zinatra è l'album d'esordio omonimo della band Zinatra, uscito nel 1988.

## Tracce
1. Lookin' for Love – 3:01
2. Love or Loneliness – 4:38
3. Hard to Explain – 3:29
4. Hero – 5:45
5. Name of the Game – 3:29
6. Rider in the Night – 4:04
7. Somewhere – 4:58
8. Rock and Roll Hangover – 2:57
9. Heat of the Moment – 3:43
10. Feather in the Wind – 4:57
11. Peppermania – 4:30
12. More Than Friends – 1:47

## Formazione
- Joss Mennen - voce
- Eddie Rokx - batteria
- Ron Lieberton - basso
- Gino Rerimassie - chitarra
- Sabastian Floris - chitarra